# Total Divas

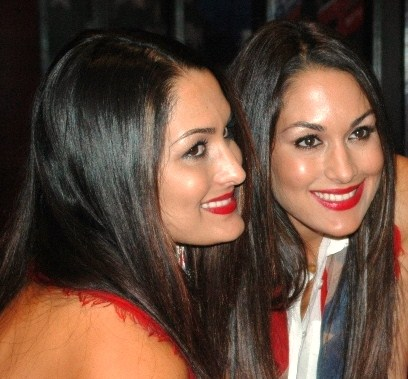
Las gemelas Brie y Nikky Bella participaron en el programa desde su inicio. Más tarde consiguieron su propio programa derivado, Total Bellas.

Total Divas es un programa de telerrealidad estadounidense que se estrenó el 28 de julio de 2013, emitido en E!. La serie le da a los espectadores una visión interna en la de vida de las luchadoras de la WWE, desde su trabajo con la WWE hasta sus vidas personales.
El detrás de cámaras durante la escena de las Divas también es incluido, además muestran como se preparan y las personas ajenas a WWE que conocen como sus parejas, amigos y familia, Este programa tiene una derivción llamada Total Bellas el cual fue estrenado en 2016, donde toda la familia de las gemelas Bella son protagonistas.

## Producción
Total Divas se reveló en mayo de 2013 como parte de una alianza con E!. El 14 de agosto de 2013 se anunció que E! había ordenado seis episodios adicionales, trayendo la primera temporada con un total de 14 episodios. El final a mediados de la temporada se emitió el 15 de septiembre de 2013, continuando con la primera temporada el 10 de noviembre de 2013. El 20 de noviembre de 2013 el anunciador de la WWE Josh Mathews reveló, que Total Divas tendría una segunda temporada renovada. El estreno de la segunda temporada fue 16 de marzo de 2014, con Summer Rae uniéndose al elenco.
El 19 de mayo de 2014, E! anunció que habría una tercera temporada de Total Divas y que la premier sería el 7 de septiembre de 2014, con Rosa Mendes uniéndose al elenco, para la cuarta temporada Summer Rae y Rosa Mendes son sustituidas por Naomi sumándose la inclusión de Paige y Alicia Fox. Mandy Rose se unió al elenco durante la quinta temporada sumándose el regreso de Rosa Mendes y la salida de Cameron y Naomi, para la sexta temporada se dio la inclusión de Maryse, Renee Young, Lana y el regreso de Naomi sumándose la salida de Alicia Fox, Mandy y Mendes. Para la séptima temporada se confirma la salida de Paige, Eva Marie y Renee Young del reality, siendo sustituidas por Alexa Bliss, Nia Jax y Carmella. Posteriormente se anunció que Alexa, Maryse y Carmella no regresarían para la octava temporada, sin embargo se confirmaría el regreso de Paige.
A diferencia de otros programas de la WWE, la mayoría de los luchadores usan sus nombres reales en lugar de sus nombres en el ring, lo que lleva a Cameron, Naomi, Natalya, Jimmy Uso, y Tyson Kidd a ser referidos como Ariane, Trinity, Nattie, Jon, y TJ respectivamente. Durante la primera temporada, Daniel Bryan fue acreditado como Bryan Danielson. A partir de la segunda temporada, los luchadores fueron acreditados con sus nombres en el ring y sus nombres reales, (excepciones incluyen a Daniel Bryan ahora empezando a ser acreditado con su nombre en el ring a pesar de que normalmente se le dirige como "Bryan", y Natalya aún sigue siendo acreditada por el nombre de "Nattie"). Summer Rae, junto con otros luchadores mencionados o raramente aparecen (como Brodus Clay, Johnny Curtis y Alicia Fox), tan solo son referidos por su nombre en el ring.

## Participación dentro de WWE
En Survivor Series, Brie Bella formó equipo con sus compañeras de Total Divas: Nikki Bella, JoJo, Eva Marie, Cameron, Naomi y Natalya para derrotar a The True Divas, el cual estaba formado por AJ Lee, Summer Rae, Aksana, Kaitlyn, Tamina Snuka, Rosa Mendes y Alicia Fox.
En WrestleMania 32, nuevamente Brie Bella forma equipo con sus compañeras de Total Divas: Paige, Natalya, Alicia Fox y Eva Marie para derrotar a Team B.A.D. & Blonde, el cual era formado por Lana, Naomi, Tamina, Summer Rae y Emma.

## Elenco
| Miembros      | Temporadas | Temporadas | Temporadas | Temporadas | Temporadas | Temporadas | Temporadas | Temporadas | Temporadas |
| Miembros      | 1          | 2          | 3          | 4          | 5          | 6          | 7          | 8          | 9          |
| ------------- | ---------- | ---------- | ---------- | ---------- | ---------- | ---------- | ---------- | ---------- | ---------- |
| Natalya       | Principal  | Principal  | Principal  | Principal  | Principal  | Principal  | Principal  | Principal  | Principal  |
| Naomi         | Principal  | Principal  | Principal  | Principal  | Invitada   | Principal  | Principal  | Principal  | Principal  |
| Brie Bella    | Principal  | Principal  | Principal  | Principal  | Principal  | Principal  | Principal  | Principal  | Invitada   |
| Nikki Bella   | Principal  | Principal  | Principal  | Principal  | Principal  | Principal  | Principal  | Principal  | Invitada   |
| Eva Marie     | Principal  | Principal  | Principal  | Principal  | Principal  | Principal  |            |            |            |
| Cameron       | Principal  | Principal  | Principal  | Invitada   |            |            |            |            |            |
| JoJo          | Principal  |            | Invitada   | Invitada   | Invitada   | Invitada   | Invitada   | Invitada   | Invitada   |
| Summer Rae    |            | Principal  | Principal  | Invitada   | Invitada   | Invitada   |            |            |            |
| Paige         |            |            | Principal  | Principal  | Principal  | Principal  |            | Principal  | Invitada   |
| Alicia Fox    | Invitada   | Invitada   | Principal  | Principal  | Principal  | Invitada   | Invitada   | Invitada   |            |
| Rosa Mendes   |            | Invitada   | Principal  | Invitada   | Principal  | Invitada   |            |            |            |
| Mandy Rose    |            |            |            |            | Principal  |            |            | Invitada   | Invitada   |
| Lana          |            |            |            | Invitada   |            | Principal  | Principal  | Principal  |            |
| Maryse        |            |            |            |            |            | Principal  | Principal  |            |            |
| Renee Young   |            |            |            | Invitada   | Invitada   | Principal  | Invitada   | Invitada   | Invitada   |
| Nia Jax       |            |            |            |            |            | Invitada   | Principal  | Principal  | Principal  |
| Carmella      |            |            |            |            |            | Invitada   | Principal  | Invitada   | Principal  |
| Alexa Bliss   |            |            |            |            |            | Invitada   | Principal  | Invitada   | Invitada   |
| Ronda Rousey  |            |            |            |            |            |            |            | Invitada   | Principal  |
| Sonya Deville |            |            |            |            |            |            |            | Invitada   | Principal  |

Notas
     = Elenco principal.
     = Estrella invitada.
     = No pertenece al elenco.

## Episodios
| Temporada | Temporada | Episodios | Episodios | Emisión original         | Emisión original        |
| Temporada | Temporada | Episodios | Episodios | Primera emisión          | Última emisión          |
| --------- | --------- | --------- | --------- | ------------------------ | ----------------------- |
|           | 1         | 14        | 14        | 28 de julio de 2013      | 15 de diciembre de 2013 |
|           | 2         | 11        | 11        | 16 de marzo de 2014      | 1 de junio de 2014      |
|           | 3         | 20        | 20        | 7 de septiembre de 2014  | 8 de marzo de 2015      |
|           | 4         | 13        | 13        | 7 de julio de 2015       | 7 de septiembre de 2015 |
|           | 5         | 14        | 14        | 19 de enero de 2016      | 19 de abril de 2016     |
|           | 6         | 16        | 16        | 16 de noviembre de 2016  | 10 de mayo de 2017      |
|           | 7         | 12        | 12        | 1 de noviembre de 2017   | 31 de enero de 2018     |
|           | 8         | 10        | 10        | 19 de septiembre de 2018 | 18 de noviembre de 2018 |
|           | 9         | 10        | 10        | 1 de octubre de 2019     | 10 de diciembre de 2019 |

## Residencia
| Protagonistas | Protagonistas         | Lugar de residencia | Edad    |
| ------------- | --------------------- | ------------------- | ------- |
| Participantes | Carmella              | Tampa, Florida      | 37 años |
| Naomi         | Pensacola, Florida    | 37 años             |         |
| Natalya       | Tampa, Florida        | 43 años             |         |
| Nia Jax       | San Diego, California | 41 años             |         |
| Ronda Rousey  | Venice, California    | 38 años             |         |
| Sonya Deville | Tampa, Florida        | 31 años             |         |

## Recepción

### Audiencia
El índice de audiencia más alto fue en el episodio "Planet Funk is Funked Up" logrando generar 1,67 millones de espectadores. El índice de audiencia más bajo fue en el episodio "Seeing Red" garnerando tan solo 0,92 millones de espectadores. En la segunda temporada el primer episodio de la temporada "New Diva On The Block" logró generar 1.07 millones de espectadores, y el siguiente episodio "The Braniel Bus" tuvo un fuerte índice de audiencia de 1.28 millones de espectadores siendo el índice de audiencia más alto.

### Recepción crítica
Melissa Camacho de Common Sense Media le dio al programa 2 estrellas de 5. Tom Conroy de Media Life Magazine dijo que el programa no era muy interesante y dijo que "Total Divas se siente real. Si las estrellas están haciendo daño a su reputación, es que aparecen demasiado amables. Eso quizá haga a sus fans felices, pero los televidentes que esperaban una paliza pueden y podrán irse a otro lado." Jacob Stachowiak de Wrestle Enigma dijo que el programa Total Divas "No era bueno para la fuerza de la imaginación", pero que no era imposible de ver. "esta serie ha entrado a la historia de la lucha libre profesional lo único que puedo esperar es que no manchen la historia de la lucha libre profesional."  Eric Gargiulo de Camel Clutch Blog dijo "veía Total Divas esperando ver un guion o algo parecido en Hogan Knows Best. pero en lugar de eso me dieron una mirada interesante detrás de las escenas de la WWE y sus superestrellas de la misma manera que Beyond the Mat."
Riley Sky de Dropkick Divas Media le dio al show 4 estrellas de 5, diciendo "Honestamente creí que iba a ser otro reality con guion a algo así, pero me equivoqué. después de ver el programa adentrándome al backstage de la WWE creí que todas las Divas eran amigas pero me equivoque ya que es un muy buen programa para el drama.